# Комсомольская улица (Таруса)
Комсомольская улица — улица Тарусы, проходит в исторической части города от улицы Ленина до улицы Декабристов. Протяжённость улицы 369 метров.

## История
Проложена согласно регулярному плану застройки города 1777 года, предопределившему прямоугольное сечение улицами городской застройки. Историческое название — Серпуховская.
В середине XIX века в здании на улице разместили почтовую станцию (это строение не сохранилось). В 1860 году здесь на некоторое время останавливался Шамиль, препровождаемый в ссылку в Калугу, где он прожил затем до 1870 года. Владелица дома, по воспоминаниям старожилов, много рассказывала о Шамиле и даже показывала комнату, в которой тот у неё жил. В это время, 1859—1860 годы, в Тарусе жили и другие ссыльные пленные горцы. Размещённые на пожарном дворе, в своих национальных костюмах они уныло бродили по улицам города.
С установлением советской власти улица получила имя комсомола.
В октябре 2020 года улице было возвращено историческое название, но уже в январе следующего года переименование улицы было отложено на два года. Жители города выражали протест против переименования.
Городские власти подготовили ряд рекомендаций по сохранению исторического облика города именно в этом районе.

## Достопримечательности
д. 10 — жилой дом
д. 17 — жилой дом (1910)

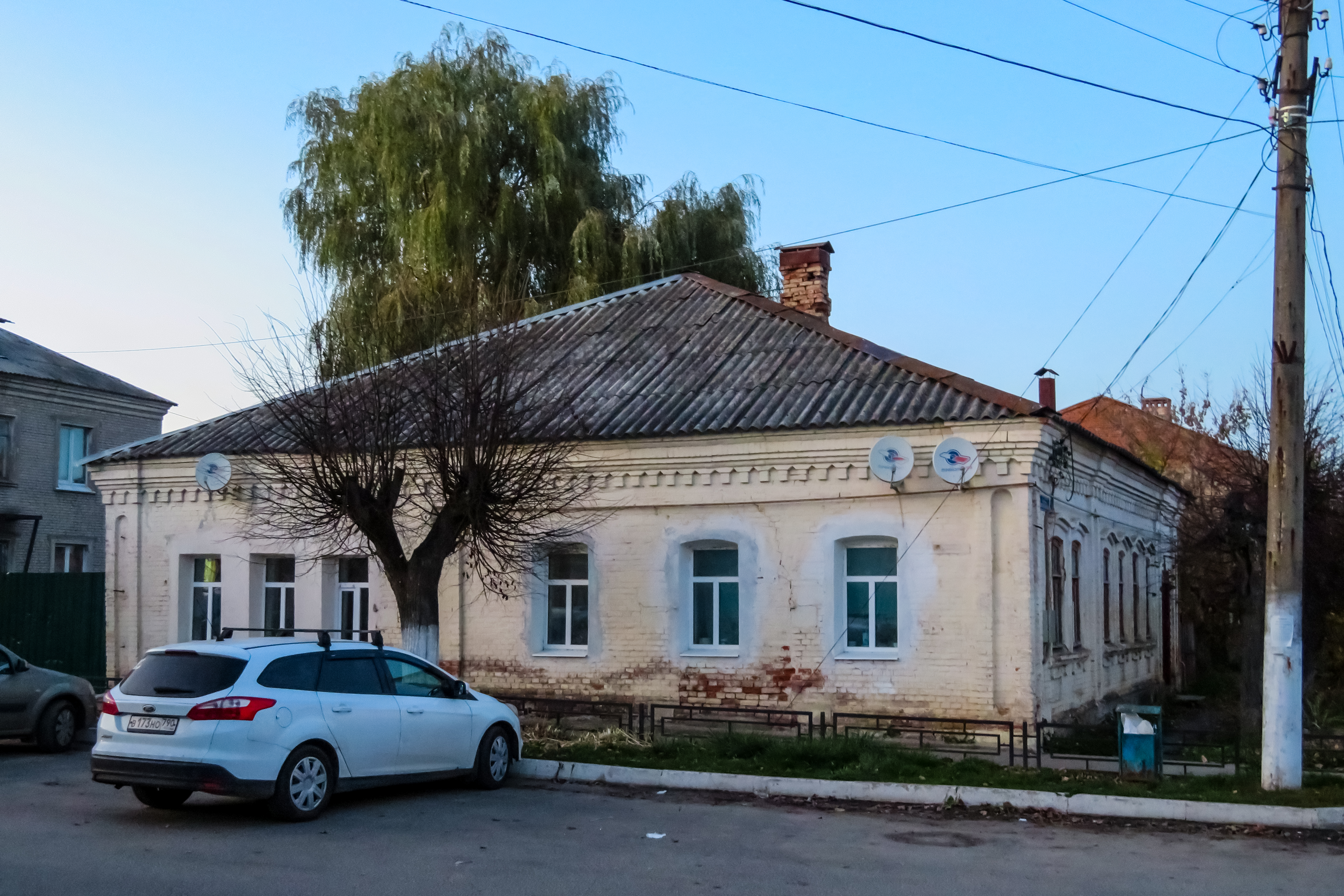
д. 17

д. 19-21 — городская купеческая усадьба (1905)
д. 25 — Дом творчества художников, работает как выставочный зал
д. 29 — жилой дом

## Известные жители
Шамиль
В Доме творчества художников (д. 25) останавливались многие известные деятели отечественной культуры, среди них Борис Мессерер, Белла Ахмадулина